# Aacheperkareseneb
Aacheperkareseneb (también Aacheperkaraseneb, Aacheperka) hijo de Nebiaut, fue un escultor del Antiguo Egipto (Escultor de Amón). El nombre de Aacheperkareseneb contiene el Nombre de Nesut-Bity de Thutmosis I, perteneciente a la Dinastía XVIII entre 1490 y 1292 a. C. posiblemente activo en la Casa de la Vida de Heliopolis, dominio de Ra. Además, Aacheperkareseneb probablemente trabajó en el área tebana del Alto Egipto .
El nombre de Aacheperkaraseneb es conocido por aparecer en una estela que talló para su padre, llamado Nebiaut. Tampoco queda claro si se trata de una de sus obras o si sólo fue el director. Como "escultor de Amón" debió de trabajar en la zona de Tebas, ya que fue el principal centro de adoración del Dios. Aacheperkaraseneb aparece en la estela de piedra caliza, en jeroglíficos, tanto en la forma larga del nombre como en el formato corto Aacheperka. Además, otros miembros de la familia aparecen en los registros de otros textos jeroglíficos incluyendo al hermano Aacheperkarasenebs Ri .